# 중국계 멕시코인
중국계 멕시코인(스페인어: Chino-Mexicanos; 중국어: 華裔墨西哥人)은 중국계 멕시코 시민 또는 중국 태생의 이민자이다. 중국인들의 멕시코 이민은 식민지 시대에 시작되어 현재까지 이어지고 있다. 그러나 멕시코로 이주한 사람들 중 가장 많은 수가 1880년대에서 1940년대 사이에 도착했고, 21세기 초 이후로 다시 활기를 되찾은 이주자들의 물결이 있었다. 1880년부터 1910년까지 포르피리오 디아스 대통령의 임기 동안 멕시코 정부는 철도 건설과 인구가 적은 북부 주들을 개발하는 등 국가 현대화를 시도했다. 정부가 충분한 유럽 이민자들을 유치할 수 없을 때, 중국 이주 노동자들의 입국을 허용하기로 결정했다. 처음에는 주로 북쪽에 작은 중국인 공동체가 나타났으나, 20세기 초에는 멕시코시티의 수도를 포함한 많은 지역에서 중국인 공동체를 발견할 수 있었다. 1920년대까지 중국인의 수는 약 26,000명이었다.
그러나 특히 소노라주와 시날로아주에서 강한 반중 감정은 1930년대에 중국계 멕시코인 가족들의 추방과 불법 추방으로 이어졌고 1940년까지 공식적으로 618명의 중국계 멕시코인들이 집계되었다. 제1차 추방의 물결이 있은 직후, 중국계 멕시코인 가족들을 본국으로 송환하려는 노력이 시작되었고, 이는 1930년대 후반과 1980년대 사이에 두 개의 주요 귀환과 다양한 소규모 집단이 귀환하는 결과를 낳았다. 오늘날 멕시코에는 두 개의 주요 중국인 공동체가 있는데 하나는 메히칼리에 있고 다른 하나는 멕시코시티에 있다.
수십 년 간의 낮은 숫자의 이주 이후, 중국인 이주자의 수는 다시 한번 빠르게 증가하고 있다. 2000년 인구 조사에서는 1,754명의 중국인이 중국에 거주하는 것으로 집계되었고, 2010년 인구 조사에서는 영주권자의 수가 최대 6,655명에 달했으며, 총 (영구적이고 일시적인) 이주자 인구는 약 11,000명이었다. 2009년에 국립미그라시온 연구소는 중국으로부터 2,661건의 이주 요청을 승인한 반면, 2010년에는 3,620건으로 1년 동안 36%의 성장을 의미한다. 2013년에 영주권을 부여받은 이민자 54,440명 중 4,743명(8.71%)이 중국인으로 12,905명(23.7%)의 미국인을 제외한 다른 어떤 집단보다 많았다.

## 멕시코 이민
멕시코는 1930년에 외국인 이민자 비율이 가장 높았다. 이에 대한 한 가지 이유는 1820년대부터 1920년대까지 멕시코가 정치적 불안정과 내전에 빠져들었기 때문이다. 또 다른 이유는 미국이나 아르헨티나 같은 곳으로 농부들을 끌어들이는 광대한 공터를 가지고 있지 않았기 때문이다. 적은 숫자에도 불구하고, 온 이민자들은 그들의 주최국에 경제적으로 깊은 영향을 미쳤다. 유럽과 미국 투자자들은 광업, 석유, 현금 작물 농업을 지배하게 되었다. 유럽과 중국 이민자들은 멕시코의 산업화를 개척할 뿐만 아니라 은행업과 도매업을 인수했다.
19세기에 멕시코에 온 대부분의 유럽인들은 그들의 재산을 번 다음에 결혼하고 은퇴하기 위해 그들의 고국으로 돌아가는 것이 목표인 젊은 독신자들이었다. 이들 중 대부분은 자신들을 임시 거주자 이상으로 생각하지 않았고 멕시코 사회에 통합되지 않았다. 많은 미국인들이 19세기에 텍사스에 정착하기 위해 왔지만, 이것은 결국 텍사스의 분리와 멕시코-미국 전쟁으로 이어졌다. 이것은 멕시코의 많은 사람들에게 대량 이민에 대한 생각을 불쾌하게 했다.
그럼에도 불구하고, 1876년부터 1910년까지 유럽 이민자들이 인구를 "백인화"하도록 장려하고 자본을 국내로 끌어들이려는 공동의 노력이 있었다. 여기서의 추진은 빈 북부 주들을 인구와 발전시키고 유럽의 교육과 관습을 원주민이 지배하는 시골 지역으로 촉진하는 것이었다. 이것이 국가를 현대화하고 경제를 세계화할 것으로 생각되었다. 그러나, 정부는 기후 때문에 사막의 북부 주들에 정착할 충분한 유럽인들을 유인할 수 없었다.
19세기 말과 20세기 초에 도착한 대부분의 백인 유럽인들과 미국인들은 철도와 광산에 관심이 있는 회사들과 관련이 있었다. 이 회사들은 중국과 다른 쿨리 노동력을 들여왔다. 1880년대부터 1920년대까지 아시아인들은 멕시코에서 가장 빠르게 성장한 이민자 집단이 되었으며, 1895년에는 약 1,500명에서 1910년에는 2만 명으로 폭발적으로 증가했다. 멕시코로의 마지막 주요 이민 물결의 배후 세력이었음에도 불구하고, 포르피리오 디아스 자신은 외국인의 존재를 경계하게 되었다. 그는 외국에서 건설한 철도를 국유화했고 멕시코 혁명 이전의 마지막 해에 최초의 제한적인 이민법에 서명했다.

## 반중 운동
반중 운동은 멕시코 혁명 동안에 나타났고 대공황 동안에 정점을 찍었다. 멕시코에서 중국인들의 경험과 대우는 그들이 19세기 후반에 캘리포니아에서 경험했던 것과 비슷했다. 그들은 처음에는 많은 양의 값싼 인력이 필요한 인구가 없는 지역으로 환영받았다. 두 지역의 국경 상황은 또한 중국인들이 스스로 경제적 틈새를 개척할 수 있게 해주었다. 전체적으로 중국인들은 근면하고, 검소하며, 공동체 내에서 상호 지원적이었고, 종종 농업과 소규모 상업 기업에서 기업가로서 성공한 것으로 드러났다. 두 경우 모두, 그들의 숫자가 지역 인구의 일정 비율에 도달했을 때, 그리고 그들이 일정한 금전적 성공을 달성했을 때, 국경의 양쪽에서 역풍이 발생했다.

### 중국의 저항
멕시코 정부의 인종 차별 정책에 심각한 영향을 받아 중국으로 송환된 중국계 멕시코인들은 이 초국가적 이야기의 중심적이고 놀라운 구성 요소이다. 그러나 에이전트리스와는 거리가 멀고, 멕시코에 있는 중국인들과 그들의 동포들은 집단적으로 정의를 추구하고 중국에서 추방된 사람들의 삶을 개선하는 데 노력을 기울였고, 멕시코에 여전히 있는 사람들을 돕기 위해 노력했다. 전 세계 중국인 네트워크와 유대 관계를 맺기 위해 결성된 수많은 중국인 협회들은 중국계 멕시코인들을 돕는 데 중요한 역할을 했다. 이들 협회는 송환된 중국인들과 긴밀히 협력하여 송환된 중국인들에게 돈과 피난처를 제공하고, 그들의 옹호자 역할을 했으며, 중국 정부에 원조를 제공하고 멕시코 정부에 항의할 것을 끊임없이 촉구했다. 그들의 노력은 결실을 맺었다. 중국 관리들은 궁극적으로 그들의 목소리에 귀를 기울였을 뿐만 아니라, 일부는 멕시코에서 중국인들을 돕는 임무를 더 진전시키기 위해 이러한 협회의 회원이 되었다. 중국 외교부 당국자들은 멕시코 정부에 항의하는 일이 잦았지만 한결같이 긍정적이지는 않았다. 멕시코에 있는 중국인들은 중국에 있는 그들의 동맹들과 함께 환태평양 접촉에 의해 뒷받침된 멕시코의 중국 공포증에 대한 초국가적 저항의 패러다임을 만들었다.

## 오늘날 중국계 멕시코인들
2008년 기준으로 멕시코에는 중국계가 약 70,000명이 거주하고 있다. 오늘날 멕시코에는 두 개의 주요 중국인 공동체 또는 "차이나타운"이 있다. 그러나 긴장은 여전하다. 중국에서 파트너와 사업을 하는 멕시코의 중국인들은 종종 국익에 위협적인 존재로 간주된다. 특히 이러한 우려는 중국산 수입품과 경쟁할 수 없는 제조업체에서 비롯되며, 적대적인 뉴스 매체와 중국 기업에 대한 적대 행위에서 분명히 드러난다.

## 같이 보기
- 멕시코의 인구
- 화교